# Scanbox Entertainment
Scanbox Entertainment är en nordisk film- och videodistributör med huvudkontor i Köpenhamn i Danmark. Bolaget bildades 1980 som en distributör av hemvideofilm, men distribuerar numera även biograffilm och TV-program
Bolaget har drygt 60 anställda vid kontor i Danmark (Köpenhamn), Finland (Helsingfors), Norge (Oslo) och Sverige (Stockholm och Göteborg). VD är Sigurjon Sighvatsson, som ersatt Mikael Modig.

## Dotterbolag

### Scanbox Entertainment Norway
Ett urval av filmer/TV-produktioner som det norska dotterbolaget har producerat.
| Samproduktionsbolag - Hawaii, Oslo (2004) - De osynliga (2008) | Distributör - My Bloody Valentine 3D (2009) |

### Scanbox Entertainment Sweden
Ett urval av filmer/TV-produktioner som det svenska dotterbolaget har producerat.
Samproduktionsbolag
- Blodsbröder (2005)
- Iskariot (2008)
- Valhalla Rising (2009)
- Flickan (2009)
- The Nile Hilton Incident (2017)

Samarbetspartner
- Becker – Kungen av Tingsryd (2017)

### Fotnoter
1. 1 2  Keslassy, Elsa. ”Scanbox set to expand focus on production, local fare & TV drama”. Variety. https://variety.com/2016/film/spotlight/scanbox-set-to-expand-focus-on-production-local-fare-tv-drama-1201699206/.
2. ↑  Wendy Mitchell (17 maj 2014). ”Scanbox sets company record” (på engelska). Screendaily. http://www.screendaily.com/news/scanbox-sets-company-record/5071965.article?referrer=RSS. Läst 20 februari 2017.
3. ↑  ”Scanbox Entertainment Norway AS”. Svensk Filmdatabas. https://www.svenskfilmdatabas.se/sv/item/?type=company&itemid=519861.
4. ↑  ”Scanbox Entertainment Sweden AB”. Svensk Filmdatabas. https://www.svenskfilmdatabas.se/sv/item/?type=company&itemid=515921.